# Biserica Sant Climent din Taüll
Biserica Sant Climent din Taüll este un lăcaș de cult din Taüll⁠(d), Catalonia, Spania, înscris pe lista locurilor din Patrimoniul Mondial UNESCO.

## Galerie de imagini

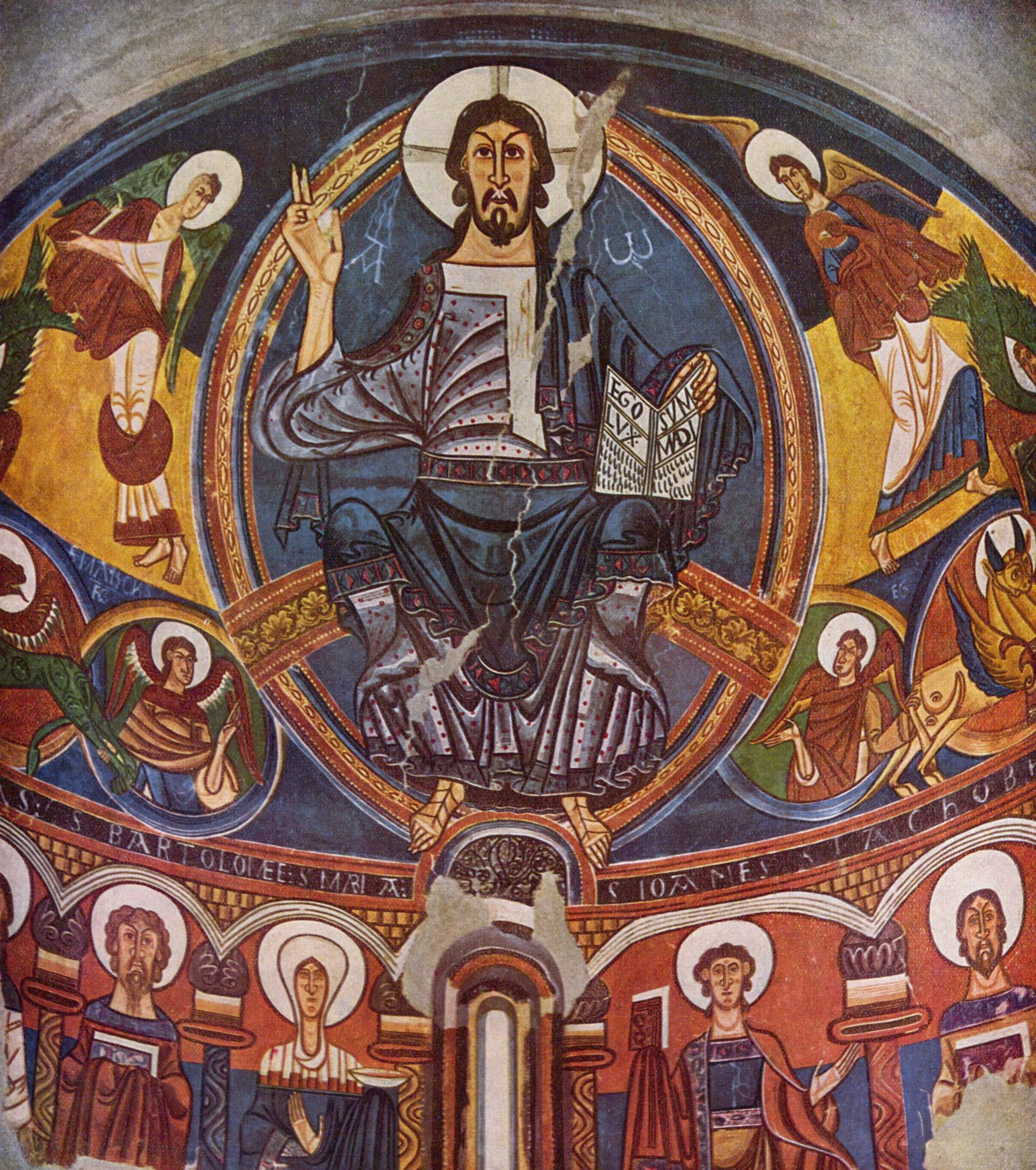
Christos Pantocrator, frescă din secolul al XI-lea